# Affin kombináció
Az affin kombináció és a rá épülő affin koordináták fogalma a matematikában elsősorban az euklideszi geometria egyik ága, az affin geometria algebrai leírására szolgálnak, noha maga a fogalom a lineáris algebra részeként is tárgyalható (újabban meg is teszik).
Az affin geometriának két alapvető ágát vagy paradigmáját különböztethetjük meg.
- A (kontinuum)-geometriai vonal: tárgyalható a hagyományos euklideszi geometria részeként, ekkor úgy jelenik meg, mint az egyenestartó transzformációk elmélete – e leképezések minden egyenest egy neki megfelelő egyenesbe képeznek.
- A diszkrét matematikai-kombinatorikai vonal: a véges (véges sok pontot tartalmazó) affin geometria és általában a véges geometria pedig a kombinatorika egyik ága.

Ilyen egyenestartó transzformációk például a képszerkesztő programokból talán jól ismert, valamely – függőleges, vízszintes – irányba történő nyújtások. Az efféle affin transzformációk vektoralgebrai eszközökkel is leírhatóak, s eme leírásnak épp az affin kombinációk és az affin koordináták szolgálnak alapként. Néhány vektor affin kombinációja pedig e vektorok súlyozott összege (azaz lineáris kombinációja), ahol a súlyok (együtthatók) összege 1; a matematikailag pontosabb leírás lentebb olvasható.

## Az affin kombináció általános definíciójavektorterekben
Megjegyzés: használni fogjuk többtagú összeg jelölésére a {\displaystyle \sum _{i=1}^{u}t_{i}:=t_{1}+t_{2}+\cdots +t_{u}} (ahol u∈ℕ) ún. szummajelet, bár a lentiek ennek ismeretétől függetlenül is érthetőek. A szummajel használatáról ld. az összeg címszavunkat.
Legyen adott egy T test feletti {\displaystyle L=(T,V,+)} ({\displaystyle 1\in T} egységelemmel rendelkező) vektortér (lineáris tér).
Ekkor adott
- {\displaystyle (\alpha _{i})_{i\in (1,2,\cdots n)}=(\alpha _{1},\alpha _{2},\cdots ,\alpha _{n})\in T^{n}} skalárrendszer és
- {\displaystyle (a_{i})_{i\in (1,2,\cdots n)}=(a_{1},a_{2},\cdots ,a_{n})\in V^{n}} vektorrendszer esetén, (ahol {\displaystyle n\in \mathbb {N} }), a

{\displaystyle \sum _{i=1}^{n}{\alpha _{i}\cdot a_{i}}=\alpha _{1}a_{1}+\alpha _{2}a_{2}+\cdots +\alpha _{n}a_{n}}
lineáris kombinációt az adott {\displaystyle a_{i}} vektorok {\displaystyle \alpha _{i}} skalárokkal (az együtthatókkal) vett affin kombinációjának nevezik, amennyiben {\displaystyle \sum _{i=1}^{n}{\alpha _{i}}=1} is teljesül.
A fogalomnak jobbára a hagyományos euklideszi geometriában van jelentősége.

## Affin kombináció az euklideszi geometriában
A hagyományos {\displaystyle \mathbb {E} } euklideszi tér is könnyedén vektortér struktúrájúvá tehető, ha rögzítünk egy {\displaystyle O\in \mathbb {E} } pontot, az origót, és tetszőleges {\displaystyle P\in \mathbb {E} } pontot azonosítjuk a {\displaystyle {\underline {p}}={\vec {O\!P}}} helyvektorral.
A fenti definíció ekkor ilyen alakot ölt:
Definíció: Legyenek adottak a {\displaystyle (P_{i})_{i\in (1,2,\cdots n)}=(P_{1},P_{2},\cdots ,P_{n})\in E^{n}} pontok. E pontok {\displaystyle \sum _{i=1}^{n}{\alpha _{i}}=1} tulajdonságot kielégítő, {\displaystyle (\alpha _{i})_{i\in (1,2,\cdots n)}=(\alpha _{1},\alpha _{2},\cdots ,\alpha _{n})\in \mathbb {R} ^{n}}, skalárokkal képezett affin kombinációja az a {\displaystyle Q\in \mathbb {E} } pont, amelynek {\displaystyle {\underline {q}}} helyvektorára teljesül:
{\displaystyle {\underline {q}}=\sum _{i=1}^{n}{\alpha _{i}\cdot {\underline {p}}_{i}}=\alpha _{1}{\underline {p}}_{1}+\alpha _{2}{\underline {p}}_{2}+\cdots +\alpha _{n}{\underline {p}}_{n}}
Azaz melyre
{\displaystyle {\vec {O\!Q}}=\sum _{i=1}^{n}{\alpha _{i}\cdot {\vec {O\!P}}_{i}}=\alpha _{1}{\vec {O\!P}}_{1}+\alpha _{2}{\vec {O\!P}}_{2}+\cdots +\alpha _{n}{\vec {O\!P}}_{n}}
teljesül.
Ezt röviden, az O kezdőpont elhagyásával (amire a II. Megjegyzés jogosít fel) így is szokás írni (a:
{\displaystyle Q=\sum _{i=1}^{n}{\alpha _{i}\cdot P_{i}}=\alpha _{1}P_{1}+\alpha _{2}P_{2}+\cdots +\alpha _{n}P_{n}}
Megjegyzés I.: A fenti definíció tetszőleges véges dimenziós {\displaystyle \mathbb {E} } euklideszi térre is érvényes.
Megjegyzés II.: Nem nehéz belátni, hogy egy pontrendszer affin kombinációja független a koordináta-rendszertől, azaz az O kezdőpont megválasztásától! Adott pontrendszer adott számokkal való affin kombinációja mint helyvektor nem ugyanonnan bár, de mindig ugyanabba a pontba mutat, akárhogy változtatjuk is az O pontot. Ez azért lehetséges, mivel megköveteltük, hogy az együtthatók összege 1 legyen. Az 1-en kívül nincs olyan valós szám, ami ugyanennek az állításnak eleget tenne.
Belátható, hogy:
- Két (különböző) pont összes affin kombinációinak halmaza a két pontot összekötő egyenes (ld. Kiegészítés);
- Három nem egy egyenesbe eső pont összes affin kombinációja pedig a három pontra fektethető sík;
- Négy nem egy síkban fekvő pont összes affin kombinációja pedig a teljes tér;
  - Ráadásul a tér minden pontja egyértelműen áll elő a négy pont egy-egy affin kombinációjaként;
- Általában pedig az n dimenziós euklideszi tér minden pontja egyértelműen áll elő n+1 darab „független”, de egyébként tetszőleges pont affin kombinációjaként (függetlenek a pontok, ha semelyik kettő nem esik egybe, semelyik három nem esik egy egyenesre, semelyik négy egy síkba, …, és általában semelyik i + 1 darab nem esik egyszerre egy i térdimenziós altérbe). Lentebb közöljük a bizonyítását ennek.

Ez utóbbi az alapja a térbeli affin koordináták bevezetésének.
Az affin kombináció speciálisabb és jóval érdekesebb esetei a konvex kombinációk, illetve a súlyozott pontrendszerek súlypontjai (Például konvex kombinációkról akkor beszélünk, ha az együtthatók mind nemnegatívak).

## Kiegészítés

### Két pont affin kombinációi
Tekintsük az {\displaystyle \mathbb {S} } síkban az {\displaystyle {\underline {a}},{\underline {b}}} helyvektorokkal adott különböző {\displaystyle A,B\in \mathbb {S} } pontokat, ekkor, minthogy érvényes {\displaystyle {\underline {a}}+{\vec {A\!B}}={\underline {b}}}, írható {\displaystyle {\vec {AB}}={\underline {b}}-{\underline {a}}}. Mármost a vektor számmal való szorzásának definíciója szerint, ha <A,B> jelöli az A,B pontokon átmenő egyenest, akkor {\displaystyle P\in <A,B>\Leftrightarrow {\vec {A\!P}}=\lambda {\vec {A\!B}}} valamilyen {\displaystyle \lambda \in \mathbb {R} } valós számmal, azaz
{\displaystyle {\vec {A\!P}}=\lambda ({\underline {b}}-{\underline {a}})}.
Így adható meg az összes, <A,B> egyenesen fekvő P pont helyzete az A-hoz viszonyítva, hogy alkalmazkodjunk az érvényes koordináta-rendszerhez és megkapjuk a P pontok helyvektorait, azt kell megnéznünk, hogyan juthatunk az origóból P-be, nos úgy, hogy először elmegyünk az A pontba (a {\displaystyle {\underline {a}}} vektorral elmozdulva), és aztán az A-ból a P-be (hozzáadjuk az eddigi elmozduláshoz még a {\displaystyle {\vec {A\!P}}} vektort). Összesen tehát
{\displaystyle {\underline {p}}={\underline {a}}+{\vec {A\!P}}={\underline {a}}+\lambda ({\underline {b}}-{\underline {a}})={\underline {a}}+\lambda {\underline {b}}-\lambda {\underline {a}}=(1-\lambda ){\underline {a}}+\lambda {\underline {b}}}.
Ezzel beláttuk a következőt: egy P pont akkor és csak akkor van rajta az <A,B> egyenesen, ha felírható az A,B pontok helyvektorainak olyan lineáris kombinációjaként, melyben az együtthatók összege 1 ({\displaystyle (1-\lambda )+\lambda =1}), tehát ha felírható az egyenes e két pontjának affin kombinációjaként.

### Véges dimenziós euklideszi tér pontjainak affin előállítása
Valójában hasonló gondolatmenettel lehet belátni az analóg állítást tetszőleges {\displaystyle n\in \mathbb {N} } véges n dimenziós {\displaystyle \mathbb {E} ^{n}} euklideszi térre.
Legyenek adva az {\displaystyle A_{1},A_{2},\cdots ,A_{n+1}} pontok, melyekhez valamelyiket kezdőpontul választva – legyen {\displaystyle A_{k}}, ahol {\displaystyle k\in \mathbb {N} } és {\displaystyle 1\leq k\leq n+1} - az {\displaystyle {\underline {a}}_{1}={\vec {A_{k}\!A_{1}}},{\underline {a}}_{2}={\vec {A_{k}\!A_{2}}},\cdots ,{\underline {a}}_{n}={\vec {A_{k}\!A_{n}}},{\underline {a}}_{n+1}={\vec {A_{k}\!A_{n+1}}}} helyvektorok tartoznak. Ez n+1 darab vektor lesz, de mivel az egyik épp a {\displaystyle {\underline {0}}={\underline {a}}_{k}={\vec {A_{k}\!A_{k}}}} nullvektor, valójában olyan, mintha csak n vektorunk volna (ez csak egy bizonyítástechnikai probléma, a következők érvényességét nem befolyásolja).
Tegyük fel, hogy e pontok – értsd: a megfelelő vektorok, az előbb említett nullvektort beleértve – lineárisan függetlenek, azaz az általuk meghatározott (generált) altér pontosan n dimenziós, vagyis épp {\displaystyle \mathbb {E} ^{n}} (ugyanis n dimenziós térnek nincs valódi n dimenziós altere, csak önmaga). Tehát minden {\displaystyle P\in \mathbb {E} ^{n}} pont előáll az adott vektorok lineáris kombinációjaként, mégpedig egyértelműen (s ezen az sem változtat, ha egy {\displaystyle {\underline {a}}_{k}={\underline {0}}}nullvektort is hozzáírunk a lenti összeghez, {\displaystyle \alpha _{k}=0} nulla együtthatóval, hogy az együtthatók összege se változzon):
{\displaystyle {\vec {A_{k}\!P}}=\sum _{i=1}^{n+1}{\alpha _{i}{\vec {A_{k}\!A_{i}}}=}\alpha _{1}{\vec {A_{k}\!A_{1}}}+\alpha _{2}{\vec {A_{k}\!A_{2}}}+\cdots +\alpha _{n}{\vec {A_{k}\!A_{n}}}+\alpha _{n+1}{\vec {A_{k}\!A_{n+1}}}}
Azaz
{\displaystyle {\underline {p}}-{\underline {a}}_{k}=\alpha _{1}({\underline {a}}_{1}-{\underline {a}}_{k})+\alpha _{2}({\underline {a}}_{2}-{\underline {a}}_{k})+\cdots +\alpha _{n}({\underline {a}}_{n}-{\underline {a}}_{k})+\alpha _{n+1}({\underline {a}}_{n+1}-{\underline {a}}_{k})=}
{\displaystyle =\sum _{i=1}^{n+1}{\alpha _{i}{\underline {a}}_{i}}-\sum _{i=1}^{n+1}{\alpha _{i}{\underline {a}}_{k}}=\sum _{i=1}^{n+1}{\alpha _{i}{\underline {a}}_{i}}-{\underline {a}}_{k}\cdot \sum _{i=1}^{n+1}{\alpha _{i}}}
Innen, hozzáadva ehhez az egyenlőséghez {\displaystyle {\underline {a}}_{k}}-t,
{\displaystyle {\underline {p}}=\sum _{i=1}^{n+1}{\alpha _{i}{\underline {a}}_{i}}-{\underline {a}}_{k}\cdot \sum _{i=1}^{n+1}{\alpha _{i}}+{\underline {a}}_{k}=\sum _{i=1}^{n+1}{\alpha _{i}{\underline {a}}_{i}}+(1-\sum _{i=1}^{n+1}{\alpha _{i}}){\underline {a}}_{k}}.
Ez utóbbi pedig az n dimenziós tér tetszőleges P pontjának előállítása az {\displaystyle {\underline {a}}_{i}} vektorok affin kombinációjaként, minthogy az együtthatók összege épp 1 (látható, még az a biztonsági követelmény is fölösleges volt, hogy {\displaystyle \alpha _{k}=0} legyen).

## Lásd még
- Affin geometria
- Affin transzformáció
- Affin koordináták